# Stefan Schostok
Stefan Schostok (Hildesheim, 12 maggio 1964) è un politico tedesco, sindaco di Hannover dal 2013 al 2019.